# 장 피에르 칼폰

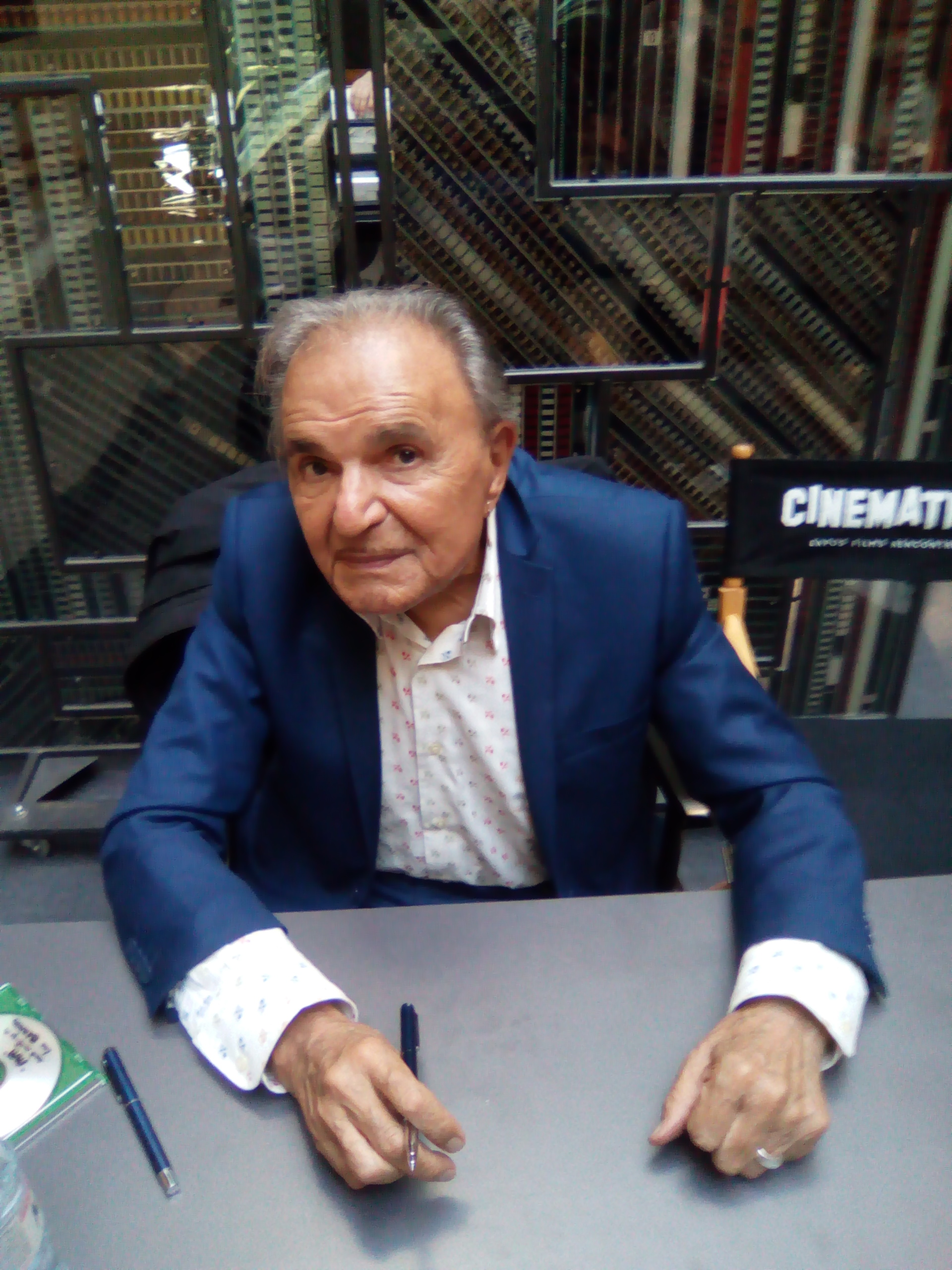

장피에르 칼퐁(Jean-Pierre Kalfon, 1938년 10월 30일 ~ )은 프랑스의 배우, 연극 배우, 영화배우, 텔레비전 배우이다.
파리에서 태어났다.

## 작품 목록

### 영화 출연
- Une fille et des fusils (1965)
- 주말 (1967)
- 새들은 페루에 가서 죽다 (1968, Les oiseaux vont mourir au Pérou)
- 미치광이 같은 사랑 (1969, L'Amour fou)
- 처녀의 침대 (1969, Le Lit de la Vierge)
- 내부의 상처 (1972, La Cicatrice intérieure)
- 구름에 가린 계곡 (1972)
- Un ange passe (1975)
- L'Apprenti salaud (1977)
- 콘돌맨 (1981, Condorman)
- 사랑과 슬픔의 볼레로 (1981)
- 스트레인지 어페어 (1981, Une étrange affaire)
- 헤카테 (1982 Hécate, maîtresse de la nuit)
- 신나는 일요일 (1983)
- 바바르가의 이방인 (1984, Rue barbare)
- 투 머치 (1984, Le Jumeau)
- 브리앙의 꿈 (1984, Laisse béton)
- 지상의 사랑 (1984, L'Amour par terre)
- 개같은 세상 (1984)
- 테크닉 (1985, Le Déclic) - 닥터 페레즈 역
- 올빼미의 울음 (1987, Le Cri du hibou)
- 시몽 시네마의 101의 밤 (1995)
- 토틀 웨스턴 (2000, Total Western)
- 왕의 딸 (2000, Saint-Cyr)
- 리허설 (2000, La Répétition)
- 몽상가들 (2003) - 본인 역
- 수잔 (2006, Suzanne)
- 사각의 링 위에서 (2007, Dans les cordes)
- 아티스트의 삶 (2007, La Vie d'artiste)
- 난 항상 갱스터가 되고 싶었다 (2007, J'ai toujours rêvé d'être un gangster)
- 휴먼 퀘스천 (2007, La Question humaine)
- 파르크 (2008, Parc)
- 랍비의 고양이 (2011, Le Chat du rabbin) - 애니메이션
- 내 이름은··· (2013, Je m'appelle Hmmm...)
- 디스 썸머 필링 (2015, Ce sentiment de l'été)
- 선택과 협상 (2016, Panthéon Discount) - 단편 (Demain si j'y suis 시리즈)

### 영화 연출
- 아메리칸 버티고 (2007, American Vertigo) - 다큐멘터리